# Portalegre, Portugalia
Portalegre este un oraș în Districtul Portalegre, Portugalia.